# 乌兰巴托历史和重建博物馆
乌兰巴托历史和重建博物馆是一座位于蒙古国乌兰巴托的博物馆，展示乌兰巴托的城市历史。

## 简介
该博物馆坐落于1904年布里亚特商人朝格特巴丹扎布（英語：Tsogtbadamjav）兴建的其私人住宅内。
1921年7月至8月，该建筑被用作蒙古人民党中央委员会、政府、军队司令部以及指挥官达木丁·苏赫巴托尔的办公场所。此后，该建筑被改为苏赫巴托尔博物馆（英語：Museum of D.Sukhbaatar）。
在1953年，苏赫巴托尔博物馆的展品被转到苏赫巴托尔和乔巴山博物馆，后者是在乔巴山宫的基础上建立的。1956年，此建筑内新设的博物馆被命名为“乌兰巴托历史博物馆”（英語：Museum of the history of Ulaanbaatar），主要介绍乌兰巴托城市的历史和发展。 1956年7月9日，该博物馆对外开放。
1960年4月11日，蒙古人民革命党中央委员会政治局扩大会议通过第106号决议，决定将该馆名称改为乌兰巴托历史和重建博物馆。
由于该建筑的历史价值和文化价值，1971年12月28日，部长会议通过第420号决议，将该建筑定为二级保护建筑，由乌兰巴托人民代表呼拉尔执行委员会负责登记。
博物馆讲述了1639年第一世哲布尊丹巴（俗名“札那巴札尔”）在如今前杭爱省Burd县成为黄教首领，并建立蒙古包宫殿，为乌兰巴托打下基础。1778年，该城由呼依（Khui）mandal迁至色勒布河（Selbe）畔的现址。